# Sloga Novi Pazar
Sloga Novi Pazar (code BELEX : SLNP) est une entreprise serbe qui a son siège social à Novi Pazar. Elle travaille dans le secteur des matériaux de construction.

## Histoire
Sloga Novi Pazar a été admise au libre marché de la Bourse de Belgrade le 15 mars 2007 ; elle en a été exclue le 21 septembre 2012 et a été admise au marché réglementé.

## Activités
Sloga Novi Pazar produit des briques et des tuiles en argile, notamment des briques et des tuiles creuses.

## Données boursières
Le 20 juin 2013, l'action de Sloga Novi Pazar valait 385 RSD (3,35 EUR),. Elle a connu son cours le plus élevé, soit 2 072 RSD (18,07 EUR), le 17 octobre 2007 et son cours le plus bas, soit 215 RSD (1,87 EUR), le 10 mai 2011.
Le capital de Sloga Novi Pazar est détenu à hauteur de 66,71 % par des personnes physiques et à hauteur de 25,71 % par des entités juridiques, dont 11,60 % par Internorma d.o.o..